# Mesrob Ier Naroyan
Mesrob Ier Naroyan (en arménien Մեսրոպ Ա Նարոյան ; né en 1875, mort à Istanbul le 30 mai 1943) est le 80e patriarche arménien de Constantinople. Il est élu à la tête du Patriarcat arménien de Constantinople en 1927 et y reste jusqu'à sa mort.